# Oswald Jarisch
Oswald Jarisch (* 2. Februar 1902 in Zittau; † 10. Dezember 1979 in Eberswalde) war ein deutscher Maler und wissenschaftlicher Fotograf.

## Leben und Werk
Oswald Jarisch war der Sohn eines Dekorationsmalers. Nach Abschluss der Volksschule in Zittau erlernte er von 1917 bis 1922 den Beruf des Flachglasmalers. Den Unterricht an der Handwerks- und Gewerbeschule in Zittau absolvierte er mit Auszeichnung. Danach begab er sich auf Wanderschaft, bei der er in einer landwirtschaftlichen Kommune auf der schwäbischen Alb arbeitete. Ab 1924 bereitete er sich auf ein Studium an der Akademie der Bildenden Künste Dresden vor, wozu er sich auch mit Porträtmalerei befasste, wenngleich ihn die Landschaftsmalerei mehr interessierte. Dort studierte er von 1925 bis 1927. Danach arbeitete er als freier Künstler. Daneben war er von 1927 bis 1929 in München Privatschüler von Edmund Steppes.
Von 1929 bis 1934 lebte er als freischaffender Maler in Mühlhausen und von 1934 bis 1941 in Jonsdorf. Dort erhielt er Aufträge für große Wandmalereien und übernahm gebrauchsgrafische Aufträge, z. B. um 1932 für die Schriftgestaltung einer Mappe mit Grußkarten „Die Erde ruft“ von Georg Stammler. 
In der Zeit des Nationalsozialismus war Jarisch obligatorisch Mitglied der Reichskammer der bildenden Künste. Von 1941 bis 1944 war er bei der Wehrmacht Kriegsmaler an der Ostfront, wobei er u. a. Ritterkreuzträger porträtierte. 1944 bis 1948 war er in sowjetischer Kriegsgefangenschaft. Im Lager Mitau arbeitete er mit drei weiteren Malern als Meister in einer Kunstmalerwerkstatt. Dabei schuf er u. a. etwa 100 Blätter zu Goethes Reineke Fuchs. Diese wurden erst Jahre nach seinem Ableben in Deutschland als Buchillustration publiziert. Porträts, die Jarisch für die Offiziere des Lagers anfertigte, bezahlten diese mit Lebensmitteln, was für ihn lebenserhaltend war.
Aus der Gefangenschaft ging Jarisch zurück nach Johnsdorf und arbeitete als Mitglied des Verbands Bildender Künstler der DDR freiberuflich, vorwiegend als Wandmaler, u. a. für die DEWAG. In dieser Zeit betätigte er sich auch verstärkt in der Schwarz-Weiß-Fotografie und in diesem Zusammenhang in der Insektenkunde. Er entwickelte sich zu einem Spezialisten für Insektenfotografie, als er später in den zentralen Fachausschuss des Kulturbunds der DDR berufen wurde. 1955 gehörte er zu den Gründern der Gruppe Entomologie innerhalb des Kulturbundes und 1957 eines naturwissenschaftlichen Arbeitskreises der Oberlausitz. Der führende Entomologe Werner Ebert (* 1928; †) holte ihn 1960 an das Institut für Forstwissenschaften Eberswalde. Jarisch fertigte eine große Menge von Insektenfotografien an und lieferte für populärwissenschaftliche und Fachbücher Illustrationen und Fotodokumente. Das war mit der Fototechnik, die ihm damals zur Verfügung stand, schwierig und aufwendig. Daneben war er weiter als Maler tätig.
Er schuf eine bedeutende Anzahl von Bildnissen, Selbstbildnissen und Bildern mit Landschafts-, Märchen-, Tier- und Pflanzendarstellungen. In seiner letzten Schaffensperiode malte er auch drei Serien von naturkundlichen Tafeln mit einheimischen Vögeln, geschützten Pflanzen und Pilzen, die im Forstbotanischen Garten Eberswalde angebracht wurden.
Ab 1971 arbeitete er im Bereich Eberswalde des Instituts für Pflanzenschutzforschung Kleinmachnow und betätigt er sich kaum noch als Maler. Jarisch erhielt u. a. die Johannes-R.-Becher-Medaille. Er war mit Marianne geb. Wildbrett verheiratet, mit der er vier Söhne hatte.

## Werke (Auswahl)

### Malerei (Auswahl)
- Waldstück. Tafelbild, Öl, 1934.[2]
- Waldlandschaft. Tafelbild, Öl; 1935 in Dresden ausgestellt; im Bestand der Hermann Göring Collection.[3]
- Aufziehendes Gewitter. Tafelbild[4]
- Bethlehem. Tafelbild, Mischtechnik[5]
- Königskerze. Tafelbild, Öl; 1948 ausgestellt auf der 2. Jahresausstellung Lausitzer Künstler in Bautzen.[6]

### Buchillustrationen (Auswahl)
- Karl Hermann Christian Jordan: Insekten unsere Freunde – Insekten unsere Feinde. Deutscher Kulturbund, Bautzen 1963 (mit 92 Fotos und Zeichnungen).
- Werner Ebert u. a.: Bestimmungsbuch der wichtigsten Kiefernschädlinge und -krankheiten. Deutscher Landwirtschaftsverlag, Berlin 1978 (mit Fotos und Zeichnungen).
- Bernhard Klausnitzer u. a.: Die Bockkäfer Mitteleuropas. Cerambycidae. A. Ziemsen Verlag, Lutherstadt Wittenberg 1981 (Reihe Die Neue Brehm-Bücherei. 499).

## Ausstellungen (mutmaßlich unvollständig)
- 1933: Dresden, Brühlsche Terrasse, "Die Kunst dem Volke"
- 1934: Dresden, Sächsische Kunstausstellung
- 1934: Dresden, Brühlsche Terrasse, Sächsische Aquarell-Ausstellung

- 1948: Bautzen, 2. Jahresausstellung Lausitzer bildender Künstler
- 1976 und 1979: Frankfurt/Oder, Bezirkskunstausstellung des Bezirks Frankfurt/Oder